# ライプツィヒ市電28形電車
ライプツィヒ市電28形電車（ライプツィヒしでん28がたでんしゃ）は、かつて東ドイツ（現：ドイツ）の路面電車であるライプツィヒ市電で使用されていた電車。同市電の車両基地で試作された大型のボギー車（電動車）で、付随車の63形と共に営業運転に用いられた。廃車後はベルリン郊外のシェーンアイヘ/リューダースドルフ軌道へ譲渡され、1970年代まで使用された。その大型車体から「爆撃機（Bombardér）」とも呼ばれていた。

## 概要
第二次世界大戦からの復興を経た東ドイツでは、計画経済のもとで各都市の路面電車向けの標準型新型車両の導入が進められていたが、多くの都市に残されていた劣悪な線路条件などの影響から、ほとんどの車両は戦時中に製造された車両（クリークスシュトラーセンバーンワーゲン、KSW）を基に設計が行われた2軸車であった。その一方、より多くの乗客を一度に乗せる事が可能な大型のボギー車の開発も1950年代以降各地で試みられるようになった。その1つとして、ライプツィヒで路面電車（ライプツィヒ市電）を運営していたライプツィヒ交通会社（Leipziger Verkehrsbetriebe、LVB）がハイターブリックに有していた工場で製造されたのが電動車の28形（車両番号：1100）と付随車の63形（車両番号：2200）である。
資材不足のため、車体の屋根部分や金属製の柱など一部部品に関しては19世紀末から20世紀初頭に製造された旧型電車の部品が流用されており、車内の屋根の形状に面影を残していた。これらを含めた部品は当時の情勢から東ドイツ製のものが使用されたが、ライプツィヒ市電の車両で初採用となったゴムばねを用いた台車の一部については例外的に西ドイツ製の部品を使う事が認められた。速度制御は製造当初運転台下のペダルで行われたが、1957年に運転台に設置されたレバーを用いる形に変更された。乗降扉は車体右側に3箇所設置されており、うち前方の扉の幅は900 mm、それ以外は1,200 mmで、圧縮空気を用いた開閉が行われた。

## 運用
設計は1952年から始まり、1954年から1956年にかけての長期に渡る製造過程を経て、まず同年2月に開催された博覧会へのアクセス路線で営業運転を開始した後、6月からライプツィヒ市電における利用客が多い系統での運用に投入された。だが、車両の重量過多に加えて東ドイツ製の主電動機の出力不足が要因となり、当初の導入予定系統であった17号線での運用は1956年から1957年までの僅か1年で終わった。その後は10E号線・11E号線で使用されたが、車掌業務の廃止に伴い1964年12月に定期運用から離脱し、以降は1965年まで市内観光などの臨時列車に用いられた。
その後、2両ともベルリン郊外の路面電車であるシェーンアイヘ/リューダースドルフ軌道へ譲渡される事となり、1966年に同路線の車庫へ輸送された。運用にあたっては塗装の変更、連結器の交換、最後尾の乗降扉の封鎖、電動車の片側の運転台の撤去、空気ブレーキの手ブレーキへの変更などの大規模な工事が施工された他、電動車のボギー台車のうち後方のものから主電動機が撤去された。また、台車についてもシェーンアイヘ/リューダースドルフ軌道の軌間1,000 mm（メーターゲージ）へ適合する改造が行われた。車両番号もライプツィヒ市電時代のものから変更されている（1100→62、2200→134）。シェーンアイヘ/リューダースドルフ軌道での営業運転は1967年から開始され、1972年には台車の交換工事が行われたが、1975年に廃車された。以降も車体はヴォルタースドルフ近郊で倉庫として利用されたが1981年頃に解体された事が確認されている。